# Operación Grenade
La Operación Grenade fue una misión realizada durante la Segunda Guerra Mundial por el IX Ejército estadounidense para cruzar el río Rur en febrero de 1945. El 9 de febrero, el IX Ejército, dirigido por el 21.er Grupo de Ejércitos británico de Montgomery, 1.er vizconde de El-Alamein desde la Batalla de las Ardenas, se dirigía hacia el Ruhr para unirse a otra fuerza canadiense, que después de la Operación Veritable avanzaba desde Nimega (Holanda).
Aunque el avance canadiense era incontenible, los alemanes habían destruido las presas que contenían el río en el punto más elevado de su curso. Esto impidió a los estadounidenses cruzar el río tal como estaba planeado, aunque previsoramente se hubiese ordenado al general Bradley (XII Grupo de Ejércitos estadounidense) atacase a los alemanes a tiempo para impedirles inundar el paso.
Durante las dos semanas que el río estuvo desbordado, Hitler denegó la retirada del mariscal de campo Gerd von Rundstedt, arguyendo que sólo se retrasaría un enfrentamiento inevitable. Sus órdenes, pues, eran mantener la posición hasta el ataque norteamericano.
El 23 de febrero, el IX Ejército pudo atravesar el río. Por entonces, los refuerzos aliados se acercaban al Rin. Las divisiones de Rundstedt, que había permanecido a la espera en la orilla occidental del Rin, fueron derrotadas en la Batalla de la Línea Sigfrido, y 290 000 hombres fueron hechos prisioneros.